# Gnathonemus petersii
Gnathonemus petersii, conosciuto comunemente come pesce elefante è un pesce d'acqua dolce appartenente alla famiglia Mormyridae.

## Distribuzione e habitat
Questa specie è diffusa nei fiumi e torrenti dell'Africa centrale e occidentale, in particolare nei bacini dei fiumi Congo, Niger, Ogun e Chari superiore. Tende a vivere sui fondali di ambienti melmosi o sabbiosi. Predilige habitat riparati e non molto 
luminosi come corsi d'acqua dalla lenta corrente o laghetti con vegetazione palustre. La temperatura dell'acqua varia dai 22 ai 28 °C.

## Descrizione
Il corpo di questo pesce è allungato e appiattito sui fianchi. Le pinne dorsale e anale sono strette e biforcate in posizione molto arretrata rispetto al corpo. La parte posteriore è molto sottile e termina con una caratteristica pinna caudale di forma triangolare. La bocca si prolunga in avanti somigliando a una proboscide dalla quale deriva il nome comune del pesce. 

Questa particolare conformazione anatomica è dovuta alle caratteristiche dell'habitat in cui vive la specie. Nei fiumi africani, ricchi di torba e materiale in sospensione, la visibilità è estremamente limitata e questo ha portato le specie dei Mormiridi a ridurre la dimensione degli occhi e ad avere una retina atrofica. La specie ha inoltre sviluppato la caratteristica proboscide dotata di numerose terminazioni nervose tattili e gustative che svolge le seguenti funzioni: 
- Strumento di difesa
- Organo di orientamento
- Strumento di comunicazione con esemplari della stessa specie
- Strumento per ricercare il cibo nei fondali

Altre importanti caratteristiche della specie sono:
- Notevole sviluppo del cervelletto che, arrivando a pesare fino a un cinquantesimo dell'intero peso corporeo, rappresenta un'eccezione per la classe dei pesci con un rapporto tra peso cerebrale e peso corporeo maggiore di quello umano
- Vescica natatoria situata all'interno del cranio e collegata attraverso un sottile condotto con la parte anteriore dell'intestino
- Presenza a livello della coda di un organo elettrico

Un esemplare adulto può arrivare a misurare fino a 35 cm di lunghezza.
La vita media varia dai 6 ai 10 anni.

### Livrea
La livrea degli esemplari di Gnathonemus petersii varia senza differenza tra i sessi in funzione dell'habitat palustre in cui vivono e va dal marrone al grigio scuro o nero, alcuni con delle sfumature sul ventre violacee. In tutte le colorazioni sono sempre presenti due strisce di colore chiaro a forma di parentesi sui fianchi.

Anche se molto rari, esistono esemplari albini.

### Organo elettrico

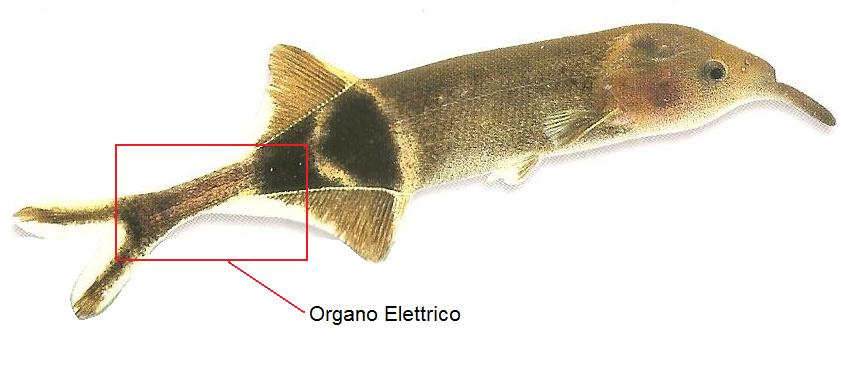
Posizione dell'organo elettrico

Il pesce elefante appartiene alla famiglia dei Mormiridi. In questo gruppo, come in quello dei Gimnarchidi, è stata accertata la presenza di apparati in grado di creare correnti elettriche (sistemi bio-elettrici). Questi organi sono distribuiti a livello dell'apparato cutaneo e si trovano in parti diverse secondo la specie di appartenenza del pesce. Gnathonemus Petersiipresenta due organi dorsali e due ventrali che, situati sul peduncolo caudale (parte posteriore del pesce), assumono la conformazione di un cilindretto. 
 
Quest'apparato è formato da un rivestimento esterno composto da tessuto connettivo fibroso e un insieme interno di cellule muscolari specializzate che producono impulsi bio-elettrici. Ogni organo contiene da 200 fino a 400 di queste cellule bio-elettriche che, con uno spessore di 0,001 millimetri, sono disposte una sopra l'altra per formare una colonna. Ogni singola cellula può arrivare a creare una differenza di potenziale di 0,14 Volt ed è connessa in serie agli altri elementi della colonna mentre queste ultime sono disposte tra loro in parallelo. Infine queste placche bio-elettriche sono collegate tra loro tramite motoneuroni della linea laterale che partono dalla superficie posteriore. 

Secondo alcuni studi il campo elettrico sviluppato da questi organi attiva dei recettori sensoriali chiamati mormiroblasti situati all'interno dello spesso strato mucoso che riveste l'epidermide. 
Sembra che i mormiroblasti agiscano da sensori di rilevamento dell'energia elettrica permettendo al pesce di usare l'apparato come un radar. Tramite scariche continue, il pesce crea un campo magnetico che si estende intorno al suo corpo con un raggio di 5-6 cm; questo campo gli permette di avvertire la presenza di elementi conduttori e non che vengono attraversati dall'elettricità. Nello specifico possono verificarsi due casi:
- le linee del campo di forza convergono verso l'elemento: siamo in presenza di un corpo conduttore.
- le linee del campo di forza divergono dall'elemento: siamo in presenza di un corpo non conduttore.

Queste piccolissime variazioni (da 3 milionesimi fino a un miliardesimo di ampere) vengono captate dai mormiroblasti i quali inviano al cervello degli specifici segnali nervosi permettendo al pesce di avvertire la presenza di prede, predatori oppure ostacoli. Grazie alla capacità di reagire ai cambiamenti di distribuzione del potenziale elettrico sulla superficie corporea, lo Gnathonemus Petersii è in grado di orientarsi e nutrirsi in ambienti del tutto privi di luce o in acque molto torbide.

Dalla complessità di quest'apparato deriva lo straordinario sviluppo del cervelletto nei Mormiridi e l'importanza che riveste la funzione di orientamento e comunicazione nel caso specifico. 

Alcuni studiosi credono che in principio quest'apparato si sia sviluppato esclusivamente come strumento di difesa e arma attraverso la quale il pesce stordiva e catturava le prede. In seguito l'intero apparato bio-elettrico del pesce elefante si è evoluto ed ha permesso al pesce di acquisire utili informazioni sull'ambiente circostante.

## Riproduzione
Sulla riproduzione in natura di questo pesce abbiamo scarse informazioni; negli acquari domestici è quindi un evento molto raro e difficile da realizzare. 

La principale ragione per cui è difficile assistere a una riproduzione in cattività deriva dall'apparato bio-elettrico.
  In acquario la lunghezza d'onda del campo magnetico generato dal pesce va modificandosi lentamente nel tempo fino a un punto in cui questa variazione rende impossibile sia la comunicazione tra esemplari simili che la capacità di riconoscere i sessi. 

Maggiori possibilità di successo si hanno allestendo un acquario dedicato interamente alla riproduzione di questa specie. La vasca deve essere molto grande (minimo 150 litri) e contenere un numero non troppo elevato di esemplari poiché, nonostante gli Gnathonemus petersii siano pesci sociali che devono essere allevati in gruppo, possono essere territoriali e spesso sono aggressivi verso i membri della loro stessa specie.

Inoltre è molto importante ricreare le caratteristiche peculiari del loro habitat naturale controllando frequentemente i valori dell'acqua tra cui:
- Temperatura
- Durezza
- Nitrati
- Nitriti

## Alimentazione
In ambiente naturale lo Gnathonemus si nutre principalmente di piccoli crostacei e vermi che trova setacciando il fondale.

## Acquariofilia
Oggi i pesci elefante sono molto diffusi negli acquari domestici grazie al loro aspetto molto particolare e alla capacità di sapersi adattare alla convivenza con altre specie. Ha carattere socievole e giocoso, non è insolito, infatti, vederlo giocare con pezzetti di legno, foglie o palline che vengono spinte dalla sua proboscide attraverso tutto l'acquario. Nei confronti degli altri pesci si dimostra pacifico e tollerante mentre a volte può essere aggressivo verso esemplari della stessa specie: per questo motivo è preferibile scegliere esemplari della stessa taglia. 

La capienza della vasca deve essere almeno 100 litri con temperatura simile a quella del suo ambiente naturale (22-28 °C), Ph pari a 7 e durezza 10° dGH. Gli esemplari mantenuti in cattività raggiungono dimensioni inferiori rispetto a quelli cresciuti in ambiente naturale arrivando ad un massimo di 10-15 cm per esemplare adulto.

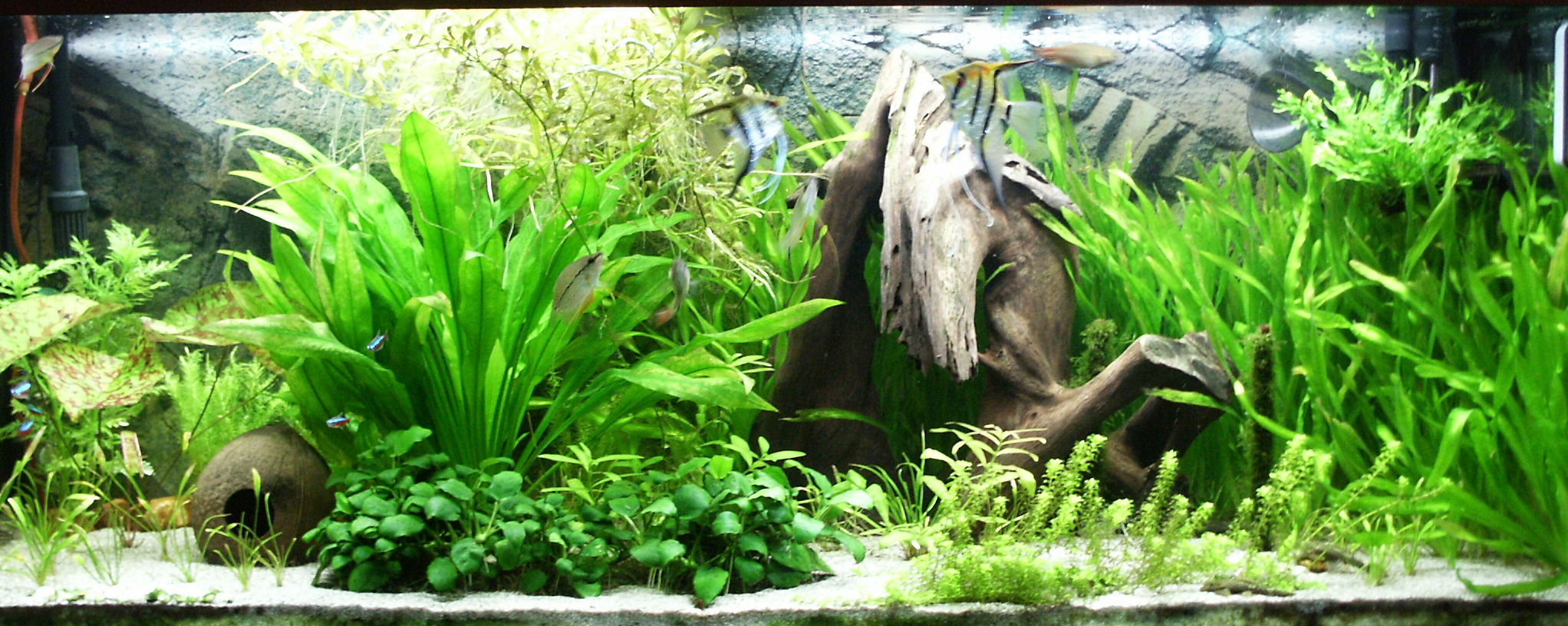
Esempio di allestimento della vasca

Essendo una specie prevalentemente notturna e abituata a vivere in un ambiente lagunoso, l'acquario deve essere allestito in modo da creare molti nascondigli e zone d'ombra. Per questo nella vasca devono essere presenti molta vegetazione, legni di torbiera e rocce. 

La qualità dell'acqua deve essere buona in quanto sono molto sensibili agli agenti inquinanti e intolleranti a diversi tipi di medicinali usati comunemente per curare altre specie. Questi ultimi modificano il campo elettrico da loro prodotto riducendone l'intensità e provocando seri problemi ai pesci. Si consiglia quindi l'uso dei carboni attivi nel sistema di filtraggio dell'acquario.
L'illuminazione non deve essere troppo potente e allo stesso tempo deve permettere la crescita delle piante.

Il fondo più adatto per la specie è composto da sabbia o ghiaia molto fine.

### Cibo
In cattività il pesce si adatta al cibo congelato come Chironomus plumosus, Artemia o Tubifex mentre può avere difficoltà nell'adattarsi al mangime secco a causa della conformazione della bocca che gli impedisce di arrivare alle scaglie in sospensione. Si nutre principalmente di notte.